# 122 (szám)
A 122 (római számmal: CXXII) egy természetes szám, félprím, a 2 és a 61 szorzata.

## A szám a matematikában
A tízes számrendszerbeli 122-es a kettes számrendszerben 1111010, a nyolcas számrendszerben 172, a tizenhatos számrendszerben 7A alakban írható fel.
A 122 páros szám, összetett szám, azon belül félprím, kanonikus alakban a 21 · 611 szorzattal, normálalakban az 1,22 · 102 szorzattal írható fel. Négy osztója van a természetes számok halmazán, ezek növekvő sorrendben: 1, 2, 61 és 122.
A 122 négyzete 14 884, köbe 1 815 848, négyzetgyöke 11,04536, köbgyöke 4,95968, reciproka 0,0081967. A 122 egység sugarú kör kerülete 766,54861 egység, területe 46 759,46506 területegység; a 122 egység sugarú gömb térfogata 7 606 206,316 térfogategység.
A 122 helyen az Euler-függvény helyettesítési értéke 60, a Möbius-függvényé 1, a Mertens-függvényé −2.